# Refflingsen
Refflingsen ist ein Dorf mit ca. 200 Einwohnern im Iserlohner Stadtteil Hennen in Nordrhein-Westfalen, Deutschland.
Eine Sehenswürdigkeit Refflingsens ist die im Jahr 1860 erbaute und seit 1986 denkmalgeschützte Kettenschmiede Heuer, ein Fachwerkgebäude mit zwei Feuerstellen, wo bis 1928 sogenannte „Handelsketten“ hergestellt wurden.